# فريدريك أشورث
فريدريك أشورث (بالإنجليزية: Frederick Ashworth)‏ هو ضابط أمريكي، ولد في 24 يناير 1912 في بيفرلي في الولايات المتحدة، وتوفي في 3 ديسمبر 2005 في فينيكس في الولايات المتحدة.